# Wai Loon Ho
Wai Loon Ho (* 20. August 1993 in Singapur) ist ein singapurischer Fußballspieler.

## Karriere

### Verein
Wai Loon Ho erlernte das Fußballspielen in der Jugendmannschaft von Balestier Khalsa. Hier stand er auch von 2014 bis 2016 unter Vertrag. 2014 gewann er mit Khalsa den Singapore Cup. Mit dem Verein spielte er 21-mal in der ersten singapurischen Liga, der Singapore Premier League. Von 2017 bis 2018 stand er beim Ligakonkurrenten Warriors FC unter Vertrag. Für die Warriors stand er 37-mal in der ersten Liga auf dem Spielfeld. 2019 wechselte er zum ebenfalls in der ersten Liga spielenden Home United, dem heutigen Lion City Sailors. Mit den Sailors gewann er 2019 den Singapore Community Shield. Am 12. Juni 2021 wechselte er auf Leihbasis bis Saisonende zu seinem ehemaligen Verein Balestier Khalsa. Hier bestritt er acht Ligaspiele. Nach der Ausleihe wurde er von Balestier Anfang Januar 2022 fest unter Vertrag genommen. Nach zwei Jahren unterschrieb er im Januar 2024 einen Vertrag beim ebenfalls in der ersten Liga spielenden Albirex Niigata (Singapur). Der Verein ist ein Ableger des japanischen Vereins Albirex Niigata.

### Nationalmannschaft
Wai Loon Ho spielt seit 2018 für die Nationalmannschaft von Singapur. Sein Debüt in der Nationalmannschaft gab er am 11. September 2018 in einem Freundschaftsspiel gegen Fidschi. Hier wurde er in der 63. Minute für Hariss Harun eingewechselt.

## Erfolge
Balestier Khalsa
- Singapore Cup: 2013

Home United
- Singapore Community Shield: 2019